# 希鲁埃克
希鲁埃克，是西班牙卡斯蒂利亚-拉曼恰瓜达拉哈拉省的一个市镇。总面积11平方公里，总人口78人（2001年），人口密度7人/平方公里。